# Baron Gretton
Baron Gretton, of Stapleford in the County of Leicester, ist ein erblicher britischer Adelstitel in der Peerage of the United Kingdom.
Familiensitz der Barone war früher Stapleford Park bei Melton Mowbray in Leicestershire und ist heute ist Somerby House in Somerby bei Melton Mowbray. 

## Verleihung
Der Titel wurde am 27. Januar 1944 für den Unternehmer und ehemaligen konservativen Unterhausabgeordneten John Gretton geschaffen.
Heutiger Titelinhaber ist seit 1989 dessen Urenkel John Gretton, 4. Baron Gretton.

## Liste der Barone Gretton (1944)
- John Gretton, 1. Baron Gretton (1867–1947)
- John Gretton, 2. Baron Gretton (1902–1982)
- John Gretton, 3. Baron Gretton (1941–1989)
- John Gretton, 4. Baron Gretton (* 1975)

Titelerbe (Heir apparent) ist der Sohn des aktuellen Titelinhabers, Hon. John Gretton (* 2008).